# Naglebhare
Naglebhare es un pueblo ubicado en el distrito de Katmandú, provincia de Bagmati, Nepal.

## Superficie
Cuenta con una superficie de 20,8 kilómetros cuadrados.

## Demografía
Datos hasta 2015
- Población: 7190 habitantes.[1]
- Densidad de población: 344,9 habitantes por kilómetro cuadrado.[1]
- Población masculina: 3487 (48,5%).[1]
- Población femenina: 3703 (51,5%).[1]